# 不動院 (岡山県里庄町)
不動院（ふどういん）は、岡山県浅口郡里庄町新庄にある高野山真言宗の寺院。山号は三部山。

## 歴史
寛文5年（1665年）、備前岡山藩主の池田光政が行った領内の寺院整理（寛文の法難）で廃寺となった霊山寺を起源とする。元禄6年（1693年）、霊山寺の仏堂があった現在地に不動院が建立された。

## 伽藍
- 本堂　昭和8年（1933年）智賢（16世）の発願で再建。
- 庫裡　昭和8年（1933年）智賢（16世）の発願で再建。
- 山門　文政11年（1828年）建立。
- 鐘楼堂　明治15年（1882年）建立。梵鐘は太平洋戦争の金属供出で失われ昭和39年（1964年）になって再鋳されたもの。
- 五重塔　明治44年（1911年）里庄町大原の大原焼の陶工妹尾石平、妹尾俊男の制作という。

## 寺宝
- 両界曼荼羅
- 涅槃像
- 毘沙門天像
- 不動明王像
- 弘法大師像

## 関連資料
- 『神社仏閣を巡る まいられぇ岡山』山陽新聞社（2017年版、18、19頁）